# Пандектна система
Пандектната правна система (на немски: Pandektenwissenschaft; на немски: Pandektistik) е начина на организиране на гражданското право от немската правна школа през 19 век.
Пандектната система, редом с романската (френската) правна система формират корпуса на т.нар. континентална правна система, която се придържа към римското право, следвайки традициите от античността. Другата правна система е англосаксонската, основана на прецедента.
Пандектната система е възприета в Германия, Швеция, Финландия, Австрия и Русия. Тя следва системата на Германския граждански законник (на немски: Gemeines Recht), влязъл в сила на 1 януари 1900 г., който разделя гражданското право на две части – обща и специална (вещно, облигационно, семейно, наследствено и по-сетне и право на интелектуалната собственост). Кодифицирането на германското гражданско право започва от 1896 г.
Идеологически пандектната система следва наследството на римското частно право, строго придържайки се към принципните му постановки. Основен източник на правото при пандектните системи е закона под формата на писмен нормативен акт.
Правните системи на държавите от Северна, Централна, Източна и Югоизточна Европа са пандектни.
Българската система на организация на гражданското право е принципно пандектна, с някои условности и отклонения от същността в насока на романската (френска) правна система. Българското право е реципирало някои правни институти от френското законодателство.
Представителите на немската правна школа, създали пандектната система през 19 век са Георг Фридрих Пухта, Карл Адолф фон Вандероф, Георг Арнолд Хайзе, Бернхард Виндшайд и Хайнрих Дернбург.
Като правна философия, пандектната система съчетава римското частно право с естественото право. Пандектната система, в сравнение с останалите правни системи, създава обективност, ограничавайки субективния съдийски фактор при правоприлагането, формулирайки и предписвайки конкретни и еднообразни правила за прилагане от гражданския съд за всеки казус.